# Maxis
Maxis Software — американська компанія, заснована як незалежний розробник відеоігор у 1987. Засновники компанії — Вільям Райт і Джеф Браун. Із 1997 була філією Electronic Arts (EA). Maxis є розробником таких популярних серії ігор як The Sims та SimCity.

## Історія

### Початок та перша популярність
Студія Maxis була заснована Вільямом Райтом і Джефом Брауном для того, щоб допомогти видати SimCity на домашніх комп'ютерах, оскільки до того гра була доступною лише для Commodore 64 через слабку зацікавленість видавців у портуванні гри на інші платформи. На думку видавців гра не здавалася успішним продуктом, оскільки не мала чітких умов перемоги чи програшу. Попри це гра швидко завоювала популярність. Відтоді серія ігор SimCity містить у собі SimCity 2000 (1993), SimCity 3000 (1999), SimCity 3000: Unlimited (2000), SimCity 4 (2003).

### Походження назви
Назву Maxis придумав Джеф Браун. Він скористався порадою свого батька, який вважав, що якщо назва компанії буде складатися з двох складів та матиме літеру x (ікс), то вона буде успішною. Це підтверджено у інтерв'ю зі співробітником Maxis для відео The Sims: Makin' Magic.

### Невдачі
Після вражаючого успіху SimCity, студія Maxis почала експериментувати з різними жанрами. Але їх нові ігри, зокрема The Crystal Skull та SimCopter, виявились фінансово провальними. Компанія також придбала Cinematronics, щоб розробити гру Crucible. Тяжкі фінансові втрати та відсутність стратегічного плану розвитку призвели до того, що компанія почала готуватися до банкрутства.

### Філія Electronic Arts
Electronic Arts придбав Maxis 28 липня 1997. В порівнянні з іншими компаніями, придбаними Electronic Arts, поглинання Maxis було повільним. Завдяки цьому Вільям Райт і залишився на роботі. У 2004 році Electronic Arts вже була на обкладинці The Sims 2. 
Офіс студії знаходиться в Редвуд-Сіті, Каліфорнія.

## Видані ігри
Розробник
- 1988 — SkyChase (видав Brøderbund Software)
- 1989 — SimCity
- 1990 — SimEarth: The Living Planet
- 1991 — SimAnt: The Electronic Ant Colony
- 1991 — RoboSport[en]
- 1992 — SimLife
- 1993 — SimFarm
- 1993 — SimCity 2000
- 1993 — Unnatural Selection[en]
- 1995 — Zaark and the Night Team
- 1995 — SimTown
- 1996 — SimGolf
- 1996 — SimPark
- 1996 — SimTunes
- 1996 — SimCopter
- 1996 — Marty And The Trouble With Cheese
- 1997 — Marble Drop[en]
- 1997 — Fathom: The Game of Tiles
- 1997 — Streets of SimCity
- 1998 — SimSafari
- 1999 — SimCity 3000
- 2000 — The Sims
- 2002 — The Sims Online
- 2003 — SimCity 4
- 2004 — The Sims 2
- 2008 — Spore
- 2011 — Darkspore
- 2013 —  SimCity (відеогра 2013)
- 2014 —  The Sims 4

Видавець
- 1992 — A-Train[en] — Artdink[en]
- 1993 — El-Fish[en] — AnimaTek
- 1993 — Rome: Pathway to Power — Firstlight
- 1994 — SimTower: The Vertical Empire — OPeNBooK
- 1994 — SimHealth — Thinking Tools
- 1995 — SimIsle: Missions in the Rainforest — Intelligent Games[en]
- 1995 — Tony La Russa Baseball 3[en] — Stormfront Studios[en]
- 1995 — Widget Workshop — Elliott Portwood Productions
- 1995 — Widget Workshop: The Mad Scientist's Laboratory
- 1995 — Full Tilt! Pinball — Cinematronics
- 1996 — Full Tilt! Pinball 2 — Cinematronics
- 1996 — The Crystal Skull — Some Interactive
- 1997 — Kick Off 97[en] — Anco Software